# Сарат Чандра Дас
Сарат Ча́ндра Дас (1849—1917) — индийский исследователь тибетского языка и культуры, получил известность благодаря двум своим путешествиям в Тибет в 1879 и 1881—1882 годах.
Сарат Чандра Дас родился 18 июля 1849 года в Читтагонге, Восточная Бенгалия, в индусской семье вайдья-брахманов, принадлежащей к медицинской касте. Он посещал Президенси-колледж в Калькутте. В 1874 году был назначен директором школы-интерната Бхутия в Дарджилинге, где вскоре начал изучать тибетский язык под руководством местного ламы Угьен Гьяцо. В 1878 году последний совершил визит в монастырь Ташилунпо в Тибете, получил приглашение и паспорт для Даса, чтоб он мог посетить Лхасу. В июне 1879 года Дас и Угьен Гьяцо покидают Дарджилинг для первого из двух путешествий в Тибет. Они пребывали в Тибете шесть месяцев, вернувшись в Дарджилинг из Ташилунпо с большой коллекцией тибетских и санскритских текстов, которые позднее станут основой для исследований Даса. 1880 год учёный провел в Дарджилинге, работая с информацией, которую он получил. В ноябре 1881 года Сарат Чандра и Угьен Гьяцо вернулись в Тибет, где они исследовали долину Ярлунг, посетили Лхасу и Ташилунпо, вернувшись в Индию в январе 1883 года. в 1884 году Сарат вместе с Маколеем Колменом посещает долину Лачен в Сиккиме и в 1885 году с ним же — Пекин. С января 1886 года учёный являлся Компаньоном ордена Индийской империи, в 1887 году получил награду от Королевского географического общества, в 1896 году награждён почетным индийским званием Рао Бахадур.
В период с сентября 1882 года по июль 1904 года работал на правительство Бенгалии как переводчик с тибетского. В 1892 году Сарат Чандра Дас основал «Buddhist Text Book Society».
Некоторое время он работал в качестве британского шпиона, совершая поездки в Тибет для сбора информации по русским, китайцам и тибетцам в рамках «Большой игры». Эти стороны его визита всплыли вскоре после возвращения, и многие из тех тибетцев, которые поддержали его, стали объектом преследований со стороны властей. Оставшуюся часть жизни Сарат Чандра Дас провёл в Дарджилинге. Свой дом он назвал «Вилла Лхаса», гостями здесь побывали сэр Чарльз Альфред Белл, Экай Кавагути и Уолтер Эванc-Вентц.
Сарат Чандра Дас составил большой тибетско-английский словарь, опубликованный в 1902 году.